# Malpaisomys insularis
Malpaisomys insularis là một loài động vật có vú trong họ Chuột, bộ Gặm nhấm. Loài này được Hutterer, Lopez-Martinez, & Michaux mô tả năm 1988.